# Büttelei Ingweiler
Die Büttelei Ingweiler war im Mittelalter und in der frühen Neuzeit ein historischer Verwaltungsbezirk im unteren Elsass.

## Umfang
Zur Büttelei Ingweiler gehörten die Dörfer Ingweiler, Sparsbach und Zittersheim. Die Büttelei Ingweiler stellte damit eine Untergliederung des Amtes Ingweiler der Herrschaft Lichtenberg und in deren Nachfolge der Grafschaft Hanau-Lichtenberg sowie der Landgrafschaft Hessen-Darmstadt dar.